# Cervantesia bicolor
Cervantesia bicolor är en sandelträdsväxtart som beskrevs av Antonio José Cavanilles. Cervantesia bicolor ingår i släktet Cervantesia och familjen sandelträdsväxter. Inga underarter finns listade i Catalogue of Life.